# Autoridad Reguladora de Medios Electrónicos de Pakistán
Autoridad Reguladora de Medios Electrónicos de Pakistán ( en urdu: پاکستان برقی ذرائع ابلاغ انضباطی اختیار), conocida por sus siglas en inglés PEMRA, es una institución federal independiente y constitucionalmente establecida responsable de regular y emitir licencias de canal para el establecimiento de la cultura de los medios de comunicación, medios impresos y electrónicos.
Codificado bajo el Artículo 19: Capítulo I de la Constitución de Pakistán, tiene jurisdicción para imponer restricciones razonables en interés de la religión, la integridad, la seguridad nacional de Pakistán.  Establecido el 1 de marzo de 2002, los objetivos principales de Pemra son facilitar y regular la industria privada electrónica de medios de comunicación y mejorar los estándares de información, educación y entretenimiento.
Su mandato constitucional es ampliar las opciones disponibles para el pueblo de Pakistán, incluyendo noticias, asuntos de actualidad, conocimiento religioso, arte y cultura, así como ciencia y tecnología. El 28 de junio de 2018, después de la orden de la Corte Suprema, Saleem Baig fue nombrado Presidente de PEMRA

## Estado constitucional y definición
La libertad constitucional de expresión y prensa se destaca en la constitución de Pakistán. De conformidad con el Artículo 19 y el Artículo 19A de los Derechos Fundamentales en la Constitución de Pakistán. La Constitución otorga a PEMRA los siguientes poderes: 
1. Mejorar los estándares de información, educación y entretenimiento.[4]
2. Amplíe la opción disponible para el pueblo de Pakistán en los medios de comunicación para noticias, asuntos de actualidad, conocimiento religioso, arte, cultura, ciencia, tecnología, desarrollo económico, preocupaciones del sector social, música, deportes, teatro y otros temas de interés público y nacional.
3. Facilita la devolución de la responsabilidad y el poder a las bases mejorando el acceso de las personas a los medios de comunicación a nivel local y comunitario.
4. Garantizar la rendición de cuentas, la transparencia y el buen gobierno mediante la optimización en el flujo libre de información.

Todo ciudadano tendrá derecho a la libertad de expresión y expresión, y habrá libertad de prensa, sujeto a cualquier restricción razonable impuesta por la ley en interés de la gloria del Islam o la integridad, seguridad o defensa de Pakistán o cualquier parte de los mismos, relaciones amistosas con Estados extranjeros, orden público, decencia o moralidad, o en relación con desacato a la corte, [comisión de] o incitación a un delito. Artículo 19 (A) - Derecho a la información: Todo ciudadano tendrá derecho a tener acceso a la información en todos los asuntos de importancia pública sujetos a regulación y restricciones razonables impuestas por la ley.
- Artículo 19-19 (A): Derechos fundamentales y principios de política; Parte II, Capítulo 1: Derechos fundamentales, fuente: La Constitución de Pakistán

## Visión general
La Autoridad es responsable de facilitar y regular el establecimiento y la operación de todos los medios privados de difusión y servicios de distribución en Pakistán establecidos para el público objetivo internacional, nacional, provincial, distrital y local o especial. 

## Historia
La Autoridad Reguladora de Medios Electrónicos de Pakistán (PEMRA) fue promovida por el gobierno como una reforma abierta de la política de medios y fue fortificada con fuertes dientes regulatorios. El establecimiento de PEMRA se inició en 2000, durante el mandato del presidente Musharraf; a través de la formación de la Autoridad Reguladora para las Organizaciones de Transmisión de Medios (RAMBO) que tenía el mandato de mejorar los estándares de información, educación y entretenimiento; ampliar las opciones disponibles para el pueblo de Pakistán en los medios de comunicación para noticias, asuntos de actualidad, conocimiento de religiones, arte, cultura, ciencia, tecnología, desarrollo económico, preocupaciones del sector social, música, deporte, teatro y otros temas de interés público y nacional; facilitar la devolución de la responsabilidad y el poder a las bases mejorando el acceso a los medios de comunicación a nivel local y comunitario; y, por último, para garantizar la rendición de cuentas, la transparencia y el buen gobierno mediante la optimización del flujo libre de información. 
Muchos activistas prodemocráticos consideran que este mandato de cuatro puntos es una base sólida que apoya los procesos de democracia y la liberalización integral de los medios. Sin embargo, la opinión general entre los profesionales de los medios es que PEMRA solo actuó como una oficina de emisión de licencias que ha implementado barreras regulatorias para los organismos de radiodifusión. "Es un organismo Bhatta (extorsión de dinero en urdu) que recauda dinero de los operadores de transmisión de manera legal. Nada más se puede esperar". señala al periodista y activista de derecho de medios Matiullah Jan.  
Las leyes PEMRA fueron utilizadas por el régimen de Musharraf en sus intentos de domesticar a los medios. Algunas estaciones fueron cerradas y otras sufrieron hostigamientos severos usando estas leyes. La autoridad de 12 miembros estaba dominada por burócratas y expolicías, un fenómeno que había cambiado en parte después de la asunción del cargo por parte del gobierno actual. Sin embargo, los activistas de los medios aún no se sienten cómodos con la composición del comité de 12 miembros donde destacan la necesidad de una mayor representación de los propios medios. "La regulación de la televisión y la radio debe ser a través de la participación y representación de los interesados. Lo que debe suceder es la reestructuración de la Junta de PEMRA con personas eminentes independientes. Todavía está llena de burócratas y ex policías, así que allí encontrará falta de propiedad." dice Maitullah Jan. 
El liderazgo de PEMRA está de acuerdo en que la institución necesita estar más comprometida con sus partes interesadas. "Es una combinación del regulador y las partes interesadas. Por lo tanto, la cadena es: Ley / Regulador / Parte interesada ", dice el Dr. Abdul Jabbar, miembro ejecutivo de PEMRA. 
Sin embargo, el gobierno actual está bajo presión para enmendar o derogar estas leyes. Muchos profesionales de los medios confirmaron que el uso severo de las leyes PEMRA durante el régimen de Musharraf no se había producido en los últimos años. La junta de PEMRA ha sido reconstituida hasta cierto punto e incluye algunos profesionales de los medios. Además, el gobierno está intentando reintroducir algunas normas democráticas en su reforma de la regulación de los medios. 
El Código de Conducta elaborado por PEMRA ha sido objeto de críticas por parte de los actores de la industria, y ahora está siendo revisado por el gobierno. El exministro de Información solicitó a la Asociación de Emisoras de Pakistán que redacte un nuevo Código de Conducta para reemplazar el Código de Conducta existente de PEMRA. 
Aun así, las autoridades de PEMRA toman un enfoque de arriba hacia abajo sobre este asunto. Refiriéndose a la cuestión del Código de Conducta, el Dr. Abdul Jabbar dijo que actualmente hay muchos Códigos de Conducta, uno por PFUJ, uno por la Asociación de Medios Libres del Sur de Asia (SAFMA) y las emisoras están en proceso de formular otro. "El Gobierno no estará de acuerdo con ninguno de estos, muy probablemente. Pero teniendo en cuenta todos estos documentos, el gobierno elaborará un documento completo que pueda ser aceptable para todos los interesados. Entonces todos tienen la propiedad". Continuó: "PEMRA funcionará, no será silenciado ni anulado. Seremos el organismo regulador. Pero los interesados tendrán algo que decir en el Código de Conducta. Eso es lo que llamamos autorregulación".

## Presidente de la autoridad
- Mian Javed (Presidente Fundador)
- Sr. Iftikhar Rashid (2º presidente)
- Sr. Mushtaq Malik (3° presidente)
- Dr. Abdul Jabbar (Presidente interino)
- Sr. Rashid Ahmad (4º presidente)
- Sr. Pervaiz Rathore (Presidente interino)
- Sr. Kamaluddin Tipu (Presidente interino)
- Sr. Absar Alam (5° presidente)
- Sr. Muhammad Saleem Baig (6° presidente)